# FRAGMENTS
『FRAGMENTS』（フラグメンツ）は、平野綾のミニ・アルバム。2012年5月23日にユニバーサルシグマから発売された。

## 概要
ランティスからユニバーサルシグマへ移籍後の初作品であり、スピード☆スター以来1年半ぶりとなるオリジナルアルバムである。今作品は様々なクリエイターが楽曲を提供していることから『コレクティブアルバム』（集団的）と称し、タイトル名にある「FRAGMENTS」（断片やかけらの意味）の通り、今までにない多岐にわたるジャンルの音楽に挑戦している。
初回限定盤にはボーナス・トラック1曲およびDVD（ミュージック・ビデオ2曲）が付属される。
同年6月より、アルバム名を冠したライブツアー『Aya Hirano FRAGMENTS LIVE TOUR 2012』が開催された（ライブの模様は赤坂BLITZ公演を中心にダイジェスト版としてWOWOWにて放送）。同年11月には赤坂BLITZ公演を収録したライブビデオ「AYA HIRANO FRAGMENTS LIVE TOUR 2012」を発売。

## 収録曲
1. DIFFUSION (To the Other Side） [4:34]
作詞・作曲・編曲：kz
2. 無防備なリフレイン [4:35]
作詞・作曲・編曲：矢野博康
3. FRAGMENTS [4:12]
作詞：平野綾　作曲・編曲：fu_mou
4. PizzzzzzzA!!!!!!! [3:47]
作詞・作曲・編曲：前山田健一
5. LOOP [4:07]
作詞・作曲：岩田アッチュ・稲寺佑紀、編曲：ニルギリス
  - 童謡『 むすんでひらいて』がマッシュアップされている。
6. BRIGHT SCORE [4:13]
作詞・作曲：渡辺翔、編曲：石垣美隆
7. Sunday [4:24]
作詞・作曲・編曲：ヒゲドライバー
  - 5月16日より着うたフルとしてレコチョクから先行販売[3]された。
  - 三重テレビ『Music Spot.』にて2012年6月の曲として「スターゲイズ・ラブ」と共にプロモーションビデオが紹介された。
8. スターゲイズ・ラブ [4:27]
作詞・作曲：クボタマサヒコ・ノボイスキ、編曲：Miss Modular
  - 5月16日よりiTunesから先行配信[4]された。
  - 三重テレビ『Music Spot.』にて2012年6月の曲として「Sunday」と共にプロモーションビデオが紹介された。

## 初回限定盤特典
ボーナス・トラック
9. 君を守るために僕は夢を見る
作詞：白倉由美、作曲：後藤次利、編曲：石垣美隆
- 2001年に発売された『ロリータの温度』に収録されている曲のセルフカバー。

ミュージック・ビデオ
1. Sunday（公式MV Short Ver. - YouTube）
- Youtubeにてショートバージョンが先行公開された。

2. スターゲイズ・ラブ（公式MV - ニコニコ動画）
- フルアニメーションとなっており、キャラクターデザインに『TNSK』、グラフィックデザインに『Graphers Rock』を起用、ニコニコ動画にて先行公開された。

その他特典
- スリーブケース仕様
- 初回盤ブックレット
- フォトブック

## 参加クリエイター
プロデュース
- ANSWR

楽曲
- kz （livetune)
- ニルギリス
- ヒゲドライバー
- fu_mou
- 前山田健一
- Miss Modular（クボタマサヒコ・ノボイスキ）
- 矢野博康
- 渡辺翔

映像
- ディレクション：murakumo
- キャラクターデザイン：TNSK
- グラフィックデザイン：Graphers Rock